# Hotel Anglický dvůr
Hotel Anglický dvůr, v minulosti znám též pod jménem Excelsior, budova často nazývána pouze Anglický dvůr, stojí v centru Karlových Varů v ulici Sadová 956/28. Byla postavena v letech 1892–1893 podle projektu karlovarského rodáka, architekta Alfreda Bayera.

## Historie
V souvislosti s tehdejším rozkvětem lázní Karlovy Vary a rostoucí stavební aktivitou města byly v roce 1892 rozparcelovány pozemky na pravé straně Parkstrasse (dnes Sadové ulice). Stavební parcelu pro výstavbu hotelu zde zakoupili Salomon Simon a Albert Lapper. Ještě v témže roce vypracoval vídeňský a karlovarský architekt Alfred Bayer projekt. Roku 1893 byl hotel postaven. V následujícím roce 1894 byla upravena předzahrádka s novým přístupovým schodištěm a osmibokým pavilónkem.
Roku 1900 byl do objektu vestavěn hydraulický výtah firmy Wertheim & Comp. Pro zvýšení lůžkové kapacity bylo v roce 1911 přistavěno mansardové patro, plány vyhotovil Josef Waldert.
V současnosti (březen 2021) je dům čp. 956 evidován jako objekt občanské vybavenosti ve vlastnictví společnosti SOFIE Company s. r. o.

## Popis
Hotel se nachází v Sadové ulici 956/28. Jedná se o třípatrový dům s obyvatelným podkrovím a mansardovou střechou postavený ve stylu pozdního historismu s použitím novobarokních prvků. Současné vikýře jsou již novodobé. Dům stojí na nároží Sadové ulice a schodiště vedoucí do ulice Poděbradské. Nároží je okosené, s dominantní věžicí, volnou lodžií v posledním patře a barokně zvlněným frontonem.

## Zajímavost

### Karel Čapek v Anglickém dvoře

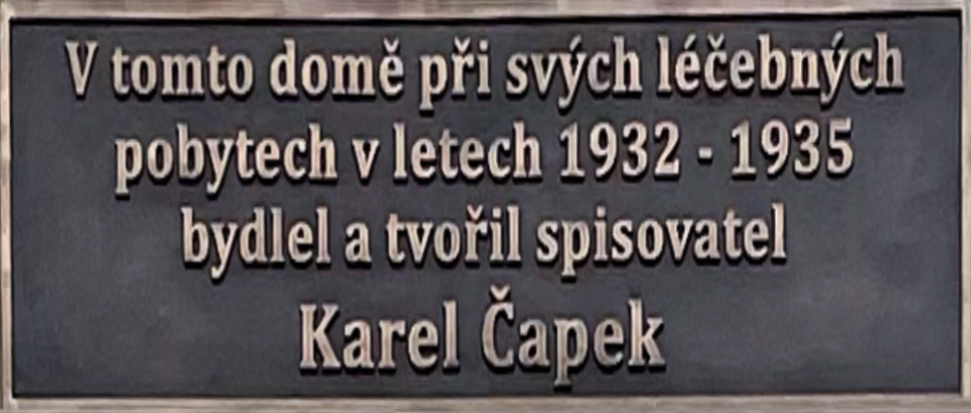
Pamětní deska na domě

Na budově byla 18. května 2019 z iniciativy Společnosti bratří Čapků odhalena pamětní deska připomínající zdejší pobyty Karla Čapka. Čapek přijížděl do Karlových Varů na léčení, ale také za účelem rozhovorů s důležitými osobnostmi. Setkal se zde s presidentem republiky T. G. Masarykem či předsedou vlády Československa Antonínem Švehlou. Též zde během lázeňských pobytů pracoval na některých svých dílech, např. korigoval román Povětroň nebo dopsal druhou část Války s Mloky.